# Sternwarte Kassel
Die Sternwarte Kassel ist eine auf dem Dach des Schülerforschungszentrums der Universität Kassel errichtete Sternwarte. Sie wurde 2012 eröffnet und befindet sich nahezu im Stadtzentrum.

## Vorgeschichte
Landgraf Wilhelm IV., Landgraf von Hessen-Kassel, ließ um 1560 im Stadtschloss Kassel die erste Sternwarte Mitteleuropas einrichten; sie bestand aus zwei Altanen an der Südfront des Schlosses und war mit einem Balustraden-Rundgang versehen. Sie wurde beim Großbrand des Schlosses im November 1811 zerstört, aber die meisten Instrumente konnten gerettet und später in die Orangerie gebracht werden.

## Geschichte
Die heutige Sternwarte ging aus der Verschmelzung der Sternwarte Calden und dem Schülerforschungszentrum Nordhessen (SfN) im Jahr 2011 hervor. Im Jahr 2012 wurden die astronomischen Instrumente in der alten Sternwarte demontiert und zusammen mit der gesamten Ausstattung nach Kassel gebracht. Außerdem wurde die Ausstattung der Sternwarte um weitere Instrumente und zahlreiches Zubehör aus den Mitteln des Schülerforschungszentrums ergänzt.
Unter dem abfahrbaren Dach des Schülerforschungszentrums befinden sich drei Montierungen mit drei großen Teleskopen, alle über Computer steuerbar. Das Umgebungslicht der Stadt wird dabei mit speziellen Filtern abgeblendet, so dass auch die Beobachtung von Galaxien und Nebeln weiterhin möglich ist.
Eine Besonderheit ist die elektrisch höhenverstellbare Säule auf der Dachterrasse, die es auch Rollstuhlfahrern und Kindern erlaubt, astronomische Beobachtungen durchzuführen.
Der Bau und die Entwicklung sind maßgeblich von dem im Mai 2023 verstorbenen Lehrer für Astronomie, Physik und Mathematik Klaus-Peter Haupt (von allen KP genannt) vorangetrieben und unterstützt worden. Sein Name ist untrennbar mit dieser Sternwarte des SfN verbunden.

## Instrumente

### Sternwarte
- 300/1600-mm-Newton-Spiegelfernrohr auf Montierung Fornax51.
- 200/3000-mm-Schaer-Refraktor auf computergesteuerte Montierung mit Sonnenteleskop für H-α und Calcium-Licht
- 356/3910-mm-C14-Celestron-Edge-HD-1400, Flatfield-Cassegrain-System

### Dachterrasse
- 250-mm-Dobson-Spiegelteleskop
- elektrisch höhenverstellbare Säule für Rollstuhlfahrer und Kinder: 200-mm-Celestron-C8-Schmidt-Cassegrain-Teleskop

### Zubehör
- Gitterspektrometer
- Halbleiter-Photometer
- T-Scanner für H-α-Sonnenbeobachtung
- Vollformat-CCD-Kamera, gekühlt mit USB-Filterrad
- Feldstecher 20×80 mit Stativ
- Interferenzfilter
- Mintron-Himmelskamera mit Monitor
- 6"-Schmidtkamera
- Objektivsonnenfilter
- Canon EOS Da-Astrokamera
- Übertragungsmöglichkeit der Fernrohrbilder in den Vortragsraum